# Hypechiniscus papillifer
Hypechiniscus papillifer är en djurart som tillhör fylumet trögkrypare, och som först beskrevs av Robotti 1972.  Hypechiniscus papillifer ingår i släktet Hypechiniscus och familjen Echiniscidae. Inga underarter finns listade i Catalogue of Life.